# Nyctidromus
A Nyctidromus a madarak osztályának a lappantyúalakúak (Caprimulgiformes) rendjébe és a lappantyúfélék (Caprimulgidae) családjába tartozó nem.

## Rendszerezésük
A nemet John Gould angol ornitológus írta le 1838-ban, az alábbi fajok tartoznak ide:
- kurjangó (Nyctidromus albicollis)
- perui lappantyú (Nyctidromus anthonyi)